# Михня II Турчин (Туркитул)
Михня II, по прякор Туркитул (Турчин) (на румънски: Mihnea Turcitul; юли 1564 – 1601), е владетел на Влашко от 1577 до 1583 и от 1585 до 1591 г. В Истанбул приема мохамеданското име Мехмед бей, откъдето ѝ прякора му.

## Живот
Михня е син на княз Александру II Мирчо и съпругата му италианката Катерина Салваресо. Роден е през 1564 г. в Константинопол, където е отраснал и баща му, и където по това време все още живеят родителите му. Впоследствие баща му е избран за войвода на Влашко и Михня заминава със семейството си за Влахия.
След неочакваната смърт на баща му през 1577 г., Михня го наследява на трона, но тъй като е малолетен, за негов регент е определена майка му Катерина. През 1583 г. е свален от трона и изселен в Триполи, но се връща във властта отново през юни 1585 и управлява до май 1591 г. След повторното му отстраняване, заедно със сина си Раду IX Михня, приема исляма в опит да си върне властта и получава прякора си Турчин, след което е назначен за управител на Никопол под името Мехмед бей.
Умира в Константинопол през 1601 г.